# 백어
백어(伯御, ? ~ 기원전 796년, 재위 기원전 806년 ~ 기원전 796년)는 중국 주 시대 노나라의 제11대 임금이다.
기원전 806년(의공 9년), 노나라 사람들의 협력을 얻어 주 선왕이 아버지를 폐하고 세운 노 의공을 시해하고 노나라 임금이 되었다. 기원전 796년(효공 11년), 재위 11년 만에 주 선왕의 공격을 받아 죽임을 당했다. 선왕은 의공의 아우 칭을 새 노후로 세웠다.

## 가정
- 노 무공 (할아버지)
  - 괄 (아버지)
    - 백어

  - 노 의공 (아저씨)
  - 노 효공 (아저씨)